# Мороз Вадим Сергійович
Вадим Сергійович Мороз — капітан, льотчик 299 БрТА Збройних сил України, учасник російсько-української війни.

## Життєпис
Народився 9 листопада 1995 року в с. Вербівці Балаклійського району на Харківщині.
Військову освіту отримав в ХНУПС імені Івана Кожедуба. Молодший брат Максим — теж військовослужбовець.
У березні 2022 року — капітан, старший льотчик авіаційної ланки авіаційної ескадрильї 299 бригади тактичної авіації імені генерал-лейтенанта Василя Нікіфорова.
Загинув 3 березня 2022 року під час польоту над Миколаївщиною.
Похований у селі Новоолександрівка Миколаївської області, яке він обороняв під час останнього польоту. 3 березня 2023 року в селі відкритий пам'ятник. Хлопчика, який народився в селі в день загибелі льотчика, назвали на його честь Вадимом.
Перепохований 23 серпня 2023 року на Харківщині, с. Вербівка, Балаклійського району. 

## Нагороди
- звання Герой України з удостоєнням ордена «Золота Зірка» (21 лютого 2025, посмертно) —  за особисту мужність і героїзм, виявлені у захисті державного суверенітету та територіальної цілісності України, самовіддане служіння Українському народові[4].
- орден Богдана Хмельницького III ступеня (2022, посмертно)[3] — за особисту мужність і самовіддані дії, виявлені у захисті державного суверенітету та територіальної цілісності України, вірність військовій присязі.
- відзначений почесним нагрудним знаком Ветеран Війни - Учасник Бойових Дій (від 27травня 2021 року)
- відзнака за ОБОРОНУ УКРАЇНИ (УКАЗ ПРЕЗИДЕНТА 559/2022 )
- почесна відзнака ЗА ОБОРОНУ МИКОЛАЄВА (розпорядження Миколаївського міського голови О. Сєнкевич 32/2024)
- відзначений почесним нагрудним знаком Головнокомандувача Збройних Сил України «За досягнення у військовій службі» ||ступеня ( наказ 315/2021 )
- Комбатанським Хрестом іменем українського народу Головнокомандувач Збройних Сил України (посмертно ) (Генерал-полковник Сирський 923/24